# Корнєва Марія Василівна
Марія Василівна Корнєва (1901, с. Саметь, нині Костромського району Костромської області — 1991, там же) — передовик радянського сільського господарства, доярка колгоспу «12 Жовтень» Костромського району Костромської області, Герой Соціалістичної Праці (1949).

## Біографія
Народилася в 1901 році в селі Саметь, нині Костромського району Костромської області, в селянській родині.
Завершила навчання в початковій школі. Рано почала працювати. У 1930 році вступила у місцевий колгосп «12-й Жовтень» і почала працювати на фермі дояркою. Працювала з Костромською породою корів, виведеною в сусідньому господарстві племрадгоспі «Караваєво».
У 1948 році зуміла отримати від кожної з восьми закріплених за нею корів по 5304 кг молока, з вмістом молочного жиру 205 кілограмів.
Указом Президії Верховної Ради СРСР від 4 липня 1949 року за отримання високих результатів у сільському господарстві і рекордні показники у тваринництві Марії Василівні Кореневої було присвоєно звання Героя Соціалістичної Праці з врученням ордена Леніна і медалі «Серп і Молот».
Продовжувала і далі працювати в сільському господарстві.
Проживала у рідному селі. Померла в 1991 році.

## Нагороди
- золота зірка «Серп і Молот» (04.07.1949)
- два ордени Леніна (04.07.1949, 16.08.1950)
- Орден Трудового Червоного Прапора (23.07.1948)
- Орден Знак Пошани (01.06.1945)
- інші медалі.